# Nathan Keyfitz
Pour les articles homonymes, voir Keyfitz.
Nathan Keyfitz (Montréal, 29 juin 1913 - 6 avril 2010) est un démographe canadien, connu pour ses travaux dans le domaine de la démographie mathématique. Il est un pionnier dans l'application des outils mathématiques à l'étude des caractéristiques des populations.

## Biographie
Il fait des études de mathématiques à la McGill University en 1934. Il commence à travailler pour le Dominion Bureau of Statistics à Ottawa, en tant que chercheur statisticien en 1936, où il reste pendant 23 ans.
Il monte au grade de assistant dominion statistician dans le service civil canadien, avant de commencer une carrière académique remarquable en 1961. Il travaille à l'Université de Toronto, l'Université de Montréal, l'University de Chicago, l'Université de Californie, Berkeley, et l'Université de l'État de l'Ohio, avant d'arriver à l'Université d'Harvard en tant que Andelot Professor of Sociology à la Faculté des Arts et Sciences et de la Démographie à la Harvard School of Public Health. Il a aussi exercé en tant que maître de conférence au département de sociologie.
Il produit des centaines de livres et d'articles dans des journaux importants.
Keyfitz, qui est marié avec Beatrice (Orkin) Keyfitz de 1939 jusqu'à sa mort en octobre 2009, a deux enfants, Barbara, mathématicienne, et Robert.

## Ses travaux sur la croissance démographique
Dans un article intéressant de La Recherche, il met en évidence les différences profondes qui séparent les approches des économistes de celles des biologistes lorsqu’il s’agit de traiter de développement, de croissance. Il souligne ainsi :
- L’économie s’intéresse à la croissance, à l’accroissement continu des biens et des services,

la biologie traite de la contingence de l’évolution des êtres vivants.
- L’efficacité est ce qui importe en économie,

la survie prime en biologie: « l’évolution est un jeu dont le seul objet est de rester dans le jeu » (L.B. Slobodkin).
- La biologie étudie des situations dans lesquelles une espèce, une population croît et disparaît si elle épuise ses  ressources. Elles sont contingentes  du bon usage de leurs ressources.
- L’économie estime que lorsqu’une ressource disparaît il y aura toujours un substitut possible (ce n’est pourtant pas le cas pour la disparition des espèces).

- L’économie isole l’homme des autres espèces de la planète.
- La biologie le place au sein même du cycle de la biosphère.

- L’économie ne regarde qu’à court terme, au mieux à l’échelle d’une décennie,
- La biologie embrasse plusieurs siècles.

- L’économie tronque le cycle des biens en le réduisant à sa seule partie marchande,
- La biologie prend en compte l’ensemble de ce cycle.

- L’économie néglige la notion d’échelle,
- Elle est centrale pour la biologie. Ce qui était vrai dans un monde de 10 millions d’habitants (nos ancêtres chasseurs-cueilleurs…) ne l’est pas forcément dans un monde de 10 milliards (chiffres avancés pour 2050 en 1994. On table aujourd’hui plutôt sur 8 milliards).

## Ouvrages
- Applied Mathematical Demography, 1977
- Applied Mathematical Demography (Chinese language edition), 1985
- Applied Mathematical Demography (Chinese language edition), 1999
- Causes of Death: Life Tables for National Population, 1972
- Demography through Problems, 1984
- Introduction to the Mathematics of Population: with revisions, 1968 and 1977
- Introduccion a las Matematicas de Poblacion, [Introduction to the Mathematics of Population] 1979
- Mathematical Demography: Selected Papers, 1968 and 1977
- The Next Hundred Years (Working paper number 101), 1977
- Population Change and Social Policy, 1982
- Population: Facts and Methods of Demography, 1971
- Soal Penduduk Dan Pembangunan Indonesia, [Population and Development in Indonesia] 1955
- Urban Influence on Farm Family Size, 1980
- World Population: an Analysis of Vital Data, 1968
- World Population and Growth and Aging: Demographic Trends in the Late Twentieth Century, 1990

## Référence
1. ↑  Croissance démographique : qui peut en évaluer les limites ? La Recherche. 264. avril 1994